# Ectopioglossa ovalis
Ectopioglossa ovalis är en stekelart som beskrevs av Giordani Soika 1993. Ectopioglossa ovalis ingår i släktet Ectopioglossa och familjen Eumenidae. Inga underarter finns listade i Catalogue of Life.